# Salacia (mitología)

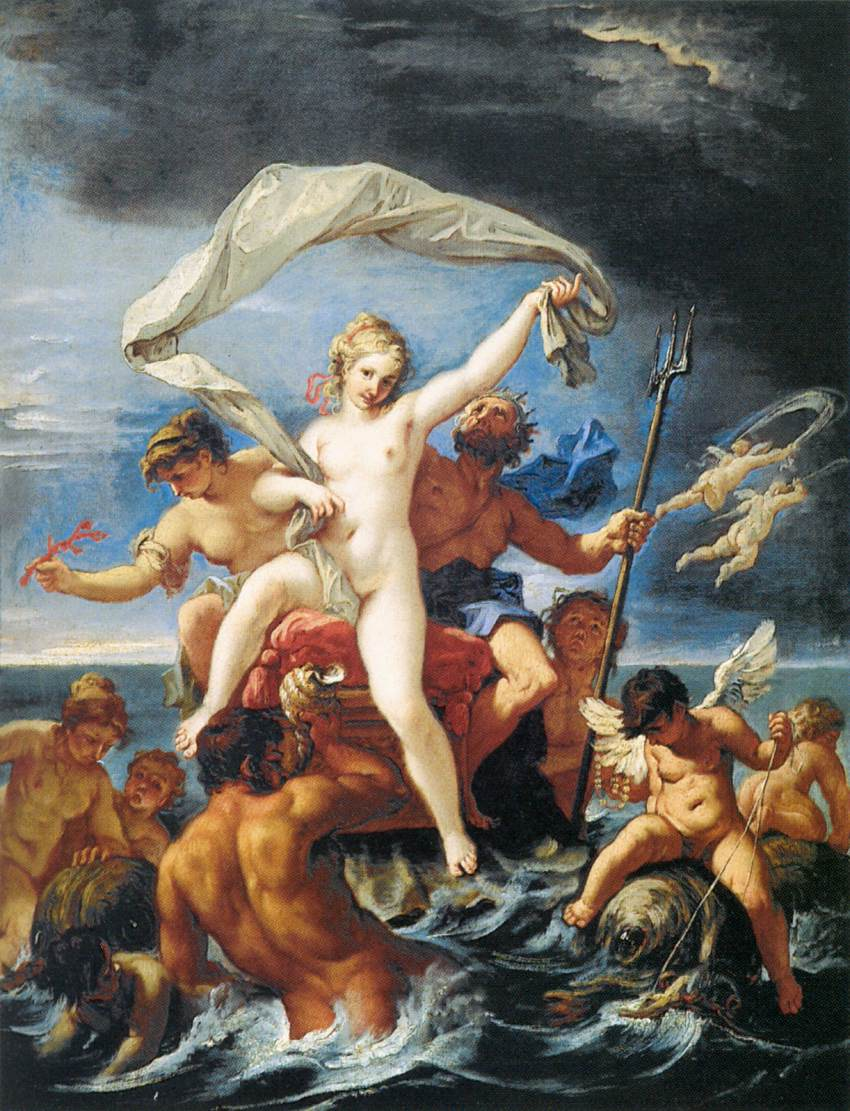
Neptuno y Anfitrite de Sebastiano Ricci, c. 1690

Salacia (en latín Salacĭa, esto es, «alta mar»)  era, en la mitología romana, la diosa de las profundidades del mar («la que vuelve al mar»)  y esposa de Neptuno.  Se la identifica de manera natural con la diosa griega Anfitrite, esposa de Poseidón;  de hecho varios autores romanos nombran directamente a Anfitrite como esposa de Neptuno y obvian a Salacia.  Sea como fuere Salacia parece ser la personificación del aspecto tranquilo y soleado del mar  al igual que Anfitrite se usaba como una metonimia por el mar.  Salacia deriva del latín sāl (‘sal’) y su nombre denota el mar abierto.

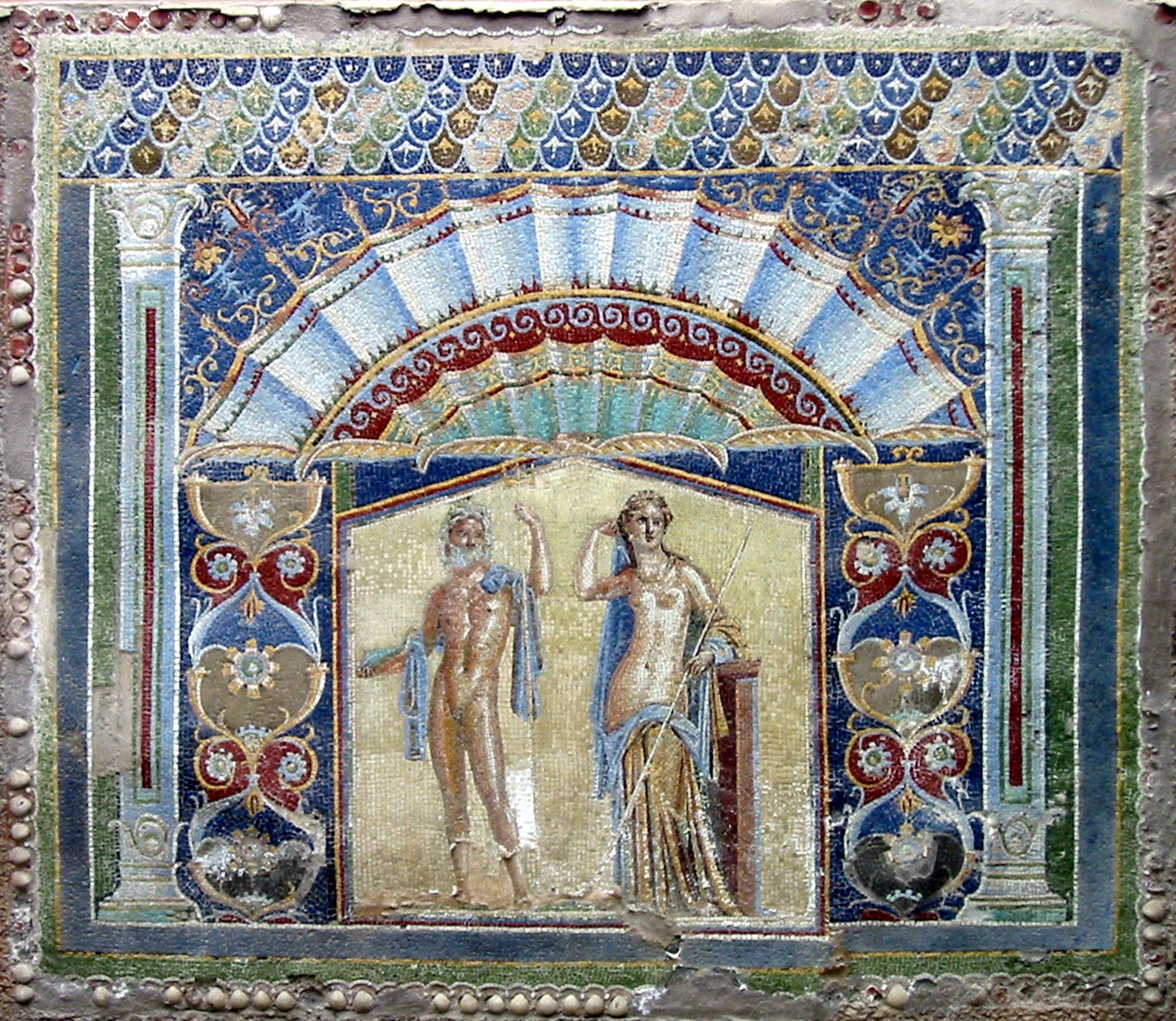
Neptuno y Salacia en un mosaico, Herculano,

Servio primero dice que Salacia podría ser tan solo un epíteto de Venus,  luego que también está asociada como un epíteto de Tetis  y finalmente la identifica con Venilia.  Para Dumézil las dos paredras de Neptuno representan dos facetas del dios: Salacia las aguas salvajes y revueltas, y Venilia, el curso del agua tranquila y dócil».
Aulo Gelio señala que los sacerdotes romanos invocaban atributos específicos de varios dioses, «maia Volcani, Salacia Neptuni, hora Quirini, nerio Martis».  Forsythe señala que Salacia Neptuni significa la «efervescencia de Neptuno».   Etimológicamente pudiera ser la misma que Salaquia, un oscuro numen vinculado a los manantiales subterráneos.

## Representación
Salacia es representada como una bella ninfa, coronada de algas, y entronizada junto a Neptuno o conduciendo con él un carro de conchas de perlas tirado por delfines, caballos marinos (hipocampos) u otras criaturas fabulosas de las profundidades, y atendida por tritones y nereidas.
Apuleyo la incluye en la escolta que acompaña a Venus en marcha hacia el Océano: «Las divinidades marinas se apresuran a servirla: allí aparecen las hijas de Nereo cantando en coro, Portuno con su barba azul y erizada, Salacia con la falda cargada de peces, y Palemón, el pequeño auriga, en su delfín; también invaden el horizonte marino, a saltos, los Tritones en tropel: uno sopla suavemente en su concha sonora, otro con un tejido de seda quita a la reina el sol que le molesta; los demás van nadando uncidos a su carro por parejas».

## Leyenda de Salacia y la ciudad de Alcácer do Sal

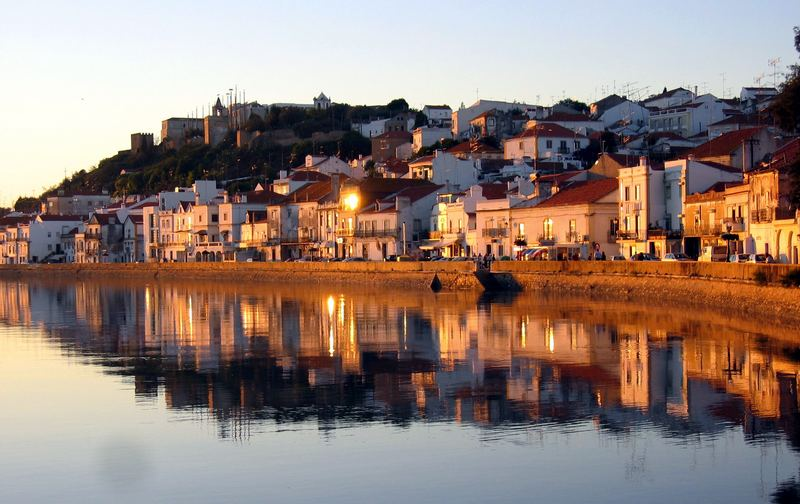
Alcácer do Sal, Portugal.

Cuenta la leyenda que en el siglo I a. C., una expedición de bárbaros piratas llegó desde el norte de África para atacar algunas zonas costeras de lo que hoy es Portugal. Además de saquear, mataban, incendiaban y cometían todo tipo de actos vandálicos.
Entraron en Setúbal por el estuario del río Sado y se dirigieron a una hermosa ciudad que estaba en lo alto de una colina, donde saquearon, destruyeron y huyeron.
El pueblo, ya romanizado, sublevado y entristecido, hizo los más diversos votos por la muerte de aquellos piratas. Se invocó a Salacia, reina de los mares, mediante votos, tablas, sacrificios... Se hizo la promesa de construir el templo de Salacia en estas tierras si el pueblo fuese escuchado. Pero, al entrar en el océano, se desató una gran tormenta y los barcos piratas fueron completamente destruidos, sin que probablemente se salvara nadie, quedando los grandes tesoros en el fondo del mar. El templo se habría erigido, honrando a la diosa con el nombre de esta ciudad.

## Honores
El objeto transneptuniano (120347) Salacia lleva este nombre en su honor.